# Жельно
Жельно — деревня в Андреапольском муниципальном районе Тверской области России.

## География
Деревня расположена в западной части района, на берегу Торопы рядом с озером Жельно. Находится на расстоянии примерно в 51 км к западу от города Андреаполь. Ближайший населённый пункт — деревня Филиппово.

## История
На топографической трёхвёрстной карте Фёдора Шуберта, изданной в 1871 году, обозначены деревня Желино и погост Жельно.
На карте РККА 1923—1941 годов обозначена деревня Жельно. Имела 13 дворов.
До 2019 года деревня входила в состав Торопацкого сельского поселения Андреапольского района, с 2019 — в составе Андреапольского муниципального округа.

## Население
| 2002 | 2010 |
| ---- | ---- |
| 39   | ↘20  |

Национальный состав
Согласно результатам переписи 2002 года, в национальной структуре населения русские составляли 97 % от жителей.

## Достопримечательности
- Сохранились руины Успенского храма, построенного в 1764 году[8].